# Leonardo (videogioco)
Leonardo è un videogioco rompicapo in tempo reale pubblicato nel 1989 per Amiga, Atari ST e Commodore 64 dall'editrice tedesca Starbyte. 
Può essere considerato una variante del videogioco arcade Pengo.
Conversioni non ufficiali vennero pubblicate anche per Commodore Plus/4 (1993) e Atari 8-bit (Tactic, 1992).

## Modalità di gioco
Il giocatore controlla il ladro Leonardo, che nella sequenza di presentazione si intrufola in una villa. Il gioco consiste in una serie di livelli dove l'obiettivo è sempre spostare e mettere in fila indiana tre oggetti di valore uguali, dall'aspetto diverso a seconda del livello (gemme, collane, computer...).
L'area di gioco è rettangolare, vista dall'alto, e idealmente suddivisa in caselle quadrate. Su Amiga e Atari l'area è grande circa come quattro schermi e viene mostrata una parte alla volta con scorrimento multidirezionale; una piccola minimappa permette di vedere la posizione generale degli elementi principali. Nella conversione per Commodore 64 invece il livello è mostrato per intero a schermata fissa, con grafica più piccola (la poca distinguibilità degli elementi è uno dei motivi per cui Aktueller Software Markt 10 giudicò molto negativamente questa versione, mentre aveva apprezzato le altre).
Oltre ai tre oggetti da allineare, sull'area del livello si trovano vari ostacoli che formano semplici labirinti: muri di mattoni fissi e massi mobili. Leonardo, muovendosi nelle quattro direzioni, può spingere uno alla volta i tre oggetti e i massi, i quali dopo la spinta continuano a scivolare finché non si fermano contro un ostacolo. I massi si possono anche sbriciolare ed eliminare se vengono spinti quando sono già bloccati da un ostacolo. Potendo solo spingere in avanti, il giocatore deve evitare mosse che possono portarlo in situazioni senza uscita; se ad esempio si spinge un oggetto in un angolo, non sarà più possibile smuoverlo da lì.
Sono sempre presenti due nemici che inseguono costantemente Leonardo: un fantasma e un poliziotto che fuoriescono da una guardiola. Essi però non hanno modo di muovere gli ostacoli, perciò il giocatore può sfruttare i massi per intrappolarli, oppure per schiacciarli direttamente; nel secondo caso il nemico riappare dopo un po' dalla guardiola. Il giocatore fallisce, e deve ripetere il livello da capo, se Leonardo viene raggiunto da un nemico o se si esaurisce il tempo.
Ci possono essere anche altri tipi di elementi, tutti descritti in un elenco accessibile dal menù principale: soldi per il punteggio, dinamite contro le guardie, una roccia speciale paralizzante, chiavi per accedere a livelli bonus pieni di perle, tombini per spostarsi istantaneamente tra due punti del livello, manette che fanno da trappole per Leonardo.